# Barbara Simoniti
Barbara Simoniti, slovenska pesnica, pisateljica in prevajalka, * 10. junij 1963, Slovenj Gradec.

## Življenje
Simonitijeva je leta 1987 diplomirala na Filozofski fakulteti v Ljubljani in prav tam 1995 tudi doktorirala iz anglistike in slovenistike. V letih 1987 do 1995 je bila asistentka za angleški jezik na PeF v Mariboru, potem pa je šla v svobodni poklic.

## Delo
Simonitijeva je pesmi in novele najprej objavljala v revialnem tisku. Njeno liriko odlikujeta trpka milina in estetska uporaba jezika. Piše tudi kratko prozo v kateri prav tako na lirični način podaja temačne podobe sveta. V prevajalstvu se loteva družboslovja s poudarkom na mednarodnih odnosih in zgodovinskih monografijah. V angleščino prevaja dela slovenskih avtorjev s področja umetnostne zgodovine in kulturne dediščine.